# 桜真琴
桜 真琴（さくら まこと、1980年12月12日 - ）は日本の元AV女優。
内臓逆位で心臓が右側にある。

## 略歴
神奈川県出身。初体験は17歳の時に初恋の同級生と。1999年、恋の愛図でAVデビュー（共演:吉田潤）。幼な顔と持ち前の明るさを売りに、ロリータ系AVアイドルとして活躍。同年、若菜瀬奈、本城小百合、桜井風花とアダルト専門チャンネル「チェリーボム」開設一周年記念企画ユニット・「チェリーボンバーズ」を結成した。

## 作品
- 恋の愛図（1999年8月27日、アリスJAPAN）◆再編集版「E-CUPの奇跡 2」（2000年2月10日、サクセス）
- 制服人形（1999年9月24日、アリスJAPAN）
- きまぐれアフタースクール（1999年10月22日、アリスJAPAN）
- あなたにはまって…（1999年11月19日、アリスJAPAN）
- チェリッシュ（心交社）
- 実況なま中継（2000年、シェール）
- お姉さん、綺麗ですねスペシャル（2000年6月18日、V&R）◆DVD題名「虜」（2000年10月21日、V&R）
- あぶない放課後 新・女教師スペシャル（2000年7月15日、V&R）